# Cuphea scolnikiae
Cuphea scolnikiae är en fackelblomsväxtart som beskrevs av A. Lourteig. Cuphea scolnikiae ingår i släktet blossblommor, och familjen fackelblomsväxter. Inga underarter finns listade i Catalogue of Life.